# Johan van Brandenburg-Ansbach
Johan van Brandenburg-Ansbach (Plassenburg 9 januari 1493 – Valencia 5 juli 1525) was onderkoning van Valencia van 1523 tot zijn dood in 1525. Hij was een zoon van markgraaf Frederik I van Brandenburg-Ansbach en Sofia van Polen.
Hij huwde op 17 juni 1519 met Germaine de Foix (ca 1490 – 1536), weduwe van koning Ferdinand II van Aragón. In 1523 werd het koppel door keizer Karel V tot onderkoning en -koningin van Valencia benoemd. Het huwelijk bleef kinderloos en na zijn dood huwde zijn weduwe met Ferdinand van Aragón, hertog van Calabrië, en zoon van koning Frederik IV van Napels.
Johan van Brandenburg-Ansbach werd in 1516 benoemd tot ridder in de Orde van het Gulden Vlies.